# 鵜飼主水
鵜飼 主水（うかい もんど、1987年10月5日 - ）は、日本の俳優、殺陣振付師。東京都出身。
18歳から小劇場でフリーで活動。現在、俳優・殺陣振付師・歌手・殺陣ワークショップ講師・演出・ナレーションなどの仕事を幅広くこなす。
演出家であり役者としても活動する萩原成哉と演劇ユニット「MNOP（もんどなるやオリジナルプロジェクト）」を結成、年に数回の公演やファンミーティングを行なっている。
俳優、アーティストによるクリエイター集団「gekchap」所属、年に数回写真展やカメラワークショップを開催。

## 経歴
- 2009年（平成21年）4月 - ACTOR'S TRASH ASSH 入団。
- 2017年（平成29年）
  - 4月 - 「Master Of Puppets Project（MOPP）」(通称ますぱぺ)にメンバーの一人として参加[1]。
  - 12月 - 「雷ヶ丘に雪が降る -The Five God Chronicle・雷神編-」の公演をもってACTOR’S TRASH ASSHを退団。
- 2018年（平成30年）3月 - 同事務所所属の萩原成哉[2]と共にMNOPを結成[3]。
- 2020年（令和2年）1月 - 「バトリズムステージNOTICE」で初演出をこなす（脚本の萩原成哉と共同演出）。
- 2022年（令和4年）3月 - 末日をもって所属事務所「オッドエンタテインメント株式会社」を退所、フリーでの活動に入る。
- 2024年（令和6年）
  - 1月 - 修羅王丸とのコンビ活動「しゅらもん」がX(旧Twitter)にて発表される。
  - 4月よりRainbow Town FMにて「しゅらもん」放送開始、修羅王丸と共にラジオパーソナリティを務める。
  - 12月26日 - 「A＆Hpromotion,inc.」との業務提携が発表された。

## 人物
東京都出身。
身長：180cm
３サイズ：B79 / W75 / H91 / S27.5
血液型：AB
愛称は「もんちゃん」。
好きな言葉は「日進月歩」
『ACTOR’S TRASH ASSH』所属中の慣例で付けられたキャッチコピーは「舞台に舞い降りた月面上のナルシスト」
趣味は以前はカメラ、自転車、漫画、本、楽しいパフォーマンスを考える事としていたが、現在（2021年2月）はサバゲー、キャンプが趣味に追加。

## 出演

### 舞台

#### 2007年〜2009年
- お座敷コブラ　5畳目公演「28」 （2007年12月、ラゾーナ川崎プラザソル）- 柊 役
- CAPTAIN CHIMPANZEE「ピノキオショー 2008」（2008年2月、シアターグリーンBOX in BOX THEATER）-  役

#### 2010年〜2013年
- ACTOR'S TRASH ASSH 第13回本公演 「世界は僕のCUBEで造られる」（2010年）- ラブ＆ピース 役
- KNOCTURN「PEACE MAKER～新撰組参上～」（2011年6月 、シアターGロッソ）- アンサンブル
- ACTOR’S TRASH ASSH「雷ケ丘に雪が降る」（2012年３月 、）- 荒魂羅刹 役
- KNOCTURN「新撰組異聞PEACE MAKER～再炎～」（2012年4月 、シアターGロッソ）- アンサンブル
- T9企画旗揚げ公演「チョイス！」（2012年5月 、アドリブ小劇場）- ダンユー 役
- 鬼切姫-ONIKIRIHIME-（2012年6月、伝承ホール）-殺身 役
- 演劇ユニットMOSHSHORT COLLECTION 03『Easy Rider』（2012年7月 、シアターグリーン）-
- 怪傑パンダース×ASSHコラボ公演 PandASSH!!! vol.1「おるんと高麗犬」（2012年8月 、笹塚ファクトリー）Aチーム：Bチーム：吉朗-
- ACTOR'S TRANSH ASSH第17回本公演「世界は僕のCUBEで造られる」（2012年11月、吉祥寺シアター）- ラブ＆ピース 役
- GROW-UP Produce Vol.1「DOG'S」（2013年1月、笹塚ファクトリー）- チームチャップス（C）：ジャッキー 役
- タンバリンプロデューサーズ「鬼切丸」（2013年8月 、吉祥寺シアター）- 馬頭鬼 役
- コーエーテクモゲームス×タンバリンプロデューサーズ「のぶニャがの野望」（2013年10月 、六行会ホール)- 浅井ニャがまさ 役
- ACTOR’S TRASH ASSH別腹公演其の伍「針が指す彼方まで」（2013年10月 、シアターKASSAI）
- 進戯団夢幻クラシックス「ファントム・ライセンス」（2013年12月、笹塚ファクトリー）- 久保田萬寿 役

#### 2014年〜2016年
- PEACE 9th Special PlAY「DIVE@LIVE~炎~」（2014年1月、日暮里サニーホール）-
- Rooter×ASSH「雷ヶ丘に雪が降る」（2014年3月、シアターグリーン）-
- 舞台「幕末奇譚 SHINSEN5 〜外伝〜」（2014年4月、博品館劇場）長宗我部元親 役
- レトロゲームシアター「忍者じゃじゃ丸くん」（2014年5月 、シアターグリーン）- ヘドボン 役
- ADKアーツ×タンバリンステージ「刻め、我ガ肌ニ君ノ息吹ヲ」（2014年7月 、俳優座劇場）-
- ACTOR'S TRANSH ASSH第18回本公演「蒼海のティーダ」（2014年8月、新宿村Live）- リース 役
- コーエーテクモゲームス×タンバリンプロデューサーズ「人猫」（2014年9月 、Gaki地下Liberty）- 浅井ニャがまさ 役
- コーエーテクモゲームス×タンバリンプロデューサーズ「のぶニャがの野望 弐」（2014年11月 、シアターサンモール）- 浅井ニャがまさ 役
- 進戯団夢幻クラシックス「君の手には夢幻のファクター」（2014年12月 、中目黒キンケロシアター）- サツマ 役
- タンバリンステージ「鬼切丸 再演」（2015年1月、あうるすぽっと）- 童子切安綱 役
- 「マジカル・リバース・ワールド」（2015年3月 、新宿村Live）- オリーノ 役
- ADKアーツ×タンバリンステージ「散れ桜よ、刻天ノ証ニ」（2015年4月、あうるすぽっと）-土岐頼遠 役
- GRASP produce vol.1「龍狼伝」（2015年5月、博品館劇場）- 夏侯惇 役
- ADKアーツ×タンバリンステージ「刻め、我ガ肌ニ君ノ息吹ヲ」（2015年8月、シアター1010）-
- ACTOR’S TRASH ASSH第19回本公演「轟然～GO-ZEN～」（2015年9月、シアターサンモール）-幸寿丸 役
- タンバリンプロデュース「グラファー」（2015年10月、Keynote theater）-
- TRIBEプロデュースVil.1「To狼～２匹の狼～」（2015年11月、新宿村LIVE）- 土方歳三 役
- 進戯団夢幻クラシックス「君の瞳には悠幻のファクティクス」（2015年12月、新宿村LIVE）- サツマ 役
- 舞台「のぶニャがの野望」トライアル公演 人猫「このニャかに人猫がいるニャ」(2015年12月）- 浅井ニャがまさ 役
- 演劇ユニット『六三四』　第零回公演Vol.3「結び」（2016年1月、萬劇場）-
- まつだ壱岱+劇団M.M.C「ミュージカル ホス探へようこそ The Last Valentine」（2016年2月 、シアターサンモール）- 黒月 役
- のぶニャがの野望番外公演 「ねこ軍議～飼い猫はどいつニャ？～」（2016年3月、笹塚ファクトリー）- 浅井ニャがまさ 役
- タンバリンプロデュース「グラファーvol.2」（2016年4月、上野ストアハウス）-
- 進戯団夢命クラシックス「OTOGI狂詩曲」（2016年5月、中目黒キンケロシアター）- 桃太郎 役
- ACTOR’S TRASH ASSH第20回本公演「世界は僕のCUBEで造られる2016」（2016年6月、サンモールスタジオ）- 彼 役
- 企画演劇集団ボクラ団義- Play Again - vol.6「耳ガアルナラ蒼ニ聞ケ」（2016年７月、あうるすぽっと）- 伊東甲子太郎 役
- のぶニャがの野望番外公演 「ねこ軍議～飼い猫はどいつニャ？～」（2016年8月、東京R'sアートコート、滋賀県ルッチプラザ）- 浅井ニャがまさ 役
- LIVEDOGプロデュース「鬼斬- the Powerful Performance -」（2016年11月、シアターサンモール）- 迅 役
- 「君死ニタマフコトナカレ-零-」（2016年12月、新宿村Live）- 新橋 役

#### 2017年〜2019年
- 「鬼切丸伝〜源平鬼絵巻〜」（2017年1月、六行会ホール）- 童子切安綱 役
- ACTOR’S TRASH ASSH「Soul Flower」（2017年2月、新宿村Live）- サガミ 役
- yappy projectプロデュース「Battle Butler」（2017年3月、六行会ホール）- 松風陽太 役
- 企画演劇集団ボクラ団義「飛ばぬ鳥なら落ちもせぬ -梟雄と呼ばれた男 右筆と呼ばれた男-」（2017年4月、吉祥寺シアター）- 松永久秀 役
- わんぱく彩デビューイベントステージ「リトルマン・メイト -愛はソーラン、ニシンから守れ-」（2017年5月、新宿村Live）- ホース 役
- ACTOR’S TRASH ASSH「蒼海のティーダ Truth -the Five God Chronicle・琉球編-」（2017年8月、CBGKシブゲキ!!）- ゾーイ 役
- 進戯団 夢命クラシックス Summer School　2017（2017年8月、ウエストエンススタジオ）- 25日ゲスト「OTOGI狂詩曲」桃太郎・ 役
- 鵜飼主水1人芝居「手紙」（2017年10月、古民家asagoro）
- LIVEDOGプロデュース「鬼斬 -ZERO-」（2017年11月、シアターサンモール）- 迅 役
- ACTOR’S TRASH ASSH「雷ケ丘に雪が降る -The Five God Chronicle・雷神編- 」（2017年12月、俳優座劇場）- 荒魂羅刹 役
- 天才劇団バカバッカ「BADASS PSY-KICKS」（2018年2月、六行会ホール）- ドモン 役
- MNOP#0「始まりの詩」（2018年3月、LiveStage hodgepodge[8]）- ウェイター 役
- 「MARKER LIGHT-BLUE Blessed」（2018年4月、CBGKシブゲキ!!）- ディアマン 役
- 舞台「信長の野望・大志 -春の陣- 天下布武 -金泥の首編-」（2018年5月 、CBGKシブゲキ!!）- 柴田勝家 役
- オッドエンタテインメントPresents「鬼切丸伝〜源平鬼絵巻〜　再演」（2018年6月、全労済ホール/スペースゼロ）- 童子切安綱 役
- 「トランジット・コメディアンズのコント集〜2018・夏〜」（2018年8月、博品館劇場）- 鵜飼主水
- 劇団Toy Late Lie 第６回本公演「稔」（2018年8月、LiveStage hodgepodge）- 松本悟郎 役
- 劇団6番シード25周年記念公演第２弾／第66回公演「傭兵ども！砂漠を走れ！」（2018年9月、新宿村Live）- タフガイ 役
- 「笑っていいかも」日替わりゲスト（2018年10月、大塚ドリームシアター） - 鵜飼主水
- 舞台「信長の野望・大志 -冬の陣- 王道執行 -騎虎の白塩編-」（2018年11月、シアター1010） - 柴田勝家 役
- TRIBEプロデュース4th「ToRow～２匹の狼～」（2018年11月、コンカリーニョ札幌）- 土方歳三 役
- ツツシレイトライ「ココニイルカラ」（2018年12月、てあとるらぽう）- ソル / ヤン 2役 日替わりゲスト
- 舞台「逆転裁判 -逆転のGOLD MEDAL-」（2019年1月、シアター1010）- マルデア・バレンボー 役
- 「青春歌闘劇バトリズムステージWAVE」（2019年1月、シアターサンモール）- セツナ 役
- 「東京はいどーも！バレンタイン スペシャル〜君は生きてここを出られるか？〜」（2019年2月、Cafe-Dinner S’）- 鵜飼主水
- MNOP＃１「紡がれし詩」（2019年2月、バルスタジオ）- ウェイター 役
- 朝劇西新宿「愛の回転式」（2019年3月、GLASS DANE新宿店）- 日替わりゲスト出演
- 進戯団夢命クラシックス「碧のヴォヤージュ」（2019年3月、新宿村Live）- ボレロ 役
- SECW〜入学式戦争はモノガタリの始まり〜（2019年4月、シアターグリーン）- 校長 役　日替わりゲスト
- 「東京はいどーも！お花見スペシャル〜花咲か爺見参〜」（2019年4月、Cafe-Dinner S’）- 鵜飼主水
- A small theater of odd＃1「個室」（2019年4月、バルスタジオ）- 自分・オレ・ボク 役（日替わり）
- 舞台「信長の野望・大志 夢幻〜本能寺の変〜」（2019年5月、シアター1010）- 柴田勝家 役
- MNOP＃2「旅立ちの詩」（2019年6月、大阪市立芸術創造館）- ウェイター 役
- 舞台「博多豚骨ラーメンズ」（2019年7月、シアターサンモール）- ジロー 役
- 舞台「ラストスマイル」（2019年8月、シアターグリーン）- 銀次/平井 ２役
- 「東京はいどーも！お月見スペシャル」（2019年9月、渋谷IL RICCIO）- 鵜飼主水
- 「Get!Back!!」（2019年2019年9月、俳優座劇場）- ゲスト出演
- 天才劇団バカバッカ「DAWN DAWGS」（2019年10月、全労済ホール/スペースゼロ）- ピーター 役
- 舞台「信長の野望・大志 -零- 桶狭間前夜 〜兄弟相克編〜」（2019年11月、東京公演：かめありリリオホール / 名古屋公演：日本特殊陶業市民会館 ビレッジホール）- 柴田勝家 役
- MNOP「旅立ちの詩」〜カジュアルイベント公演〜（2019年12月、バルスタジオ）- ウェイター 役

#### 2020年〜2022年
- 劇団Toy Late Lie第11回本公演「思春~遥かなるオヤジーデ~」（2020年2月、新宿村Live）- 高木新之助 役
- 「Battle Butler-Another-」（2020年2月、六行会ホール）- 松風陽太 役
- 東京はいどーも！ 荒野に花を 〜それでも春はやって来る〜 配信公演[9]（2020年3月、渋谷IL RICCIO）- 鵜飼主水
- 舞台「天下統一恋の乱〜伊達政宗編〜」公演自粛[10]（2020年4月、三越劇場）- 最上義光 役
- 「YOSHITSUNE 廻」（2020年5月、北千住天空劇場）公演延期[11]- 源頼朝 役
- 舞台「信長の野望・大志 ~最終章~ 群雄割拠 関ヶ原」公演中止[12]（2020年6月、シアタ−1010）- 柴田勝家 役
- DMF/ENG提携公演 vol.6「クレプトキング　月を見ていたかった兎」公演延期[13]（2020年7月、吉祥寺シアタ−）- 于賀谷大 役
- 区立すーぱーうるとらスゲェふぁいやーこんと小学校（2020年7月、六行会ホール）-  鵜飼主水
- PLAY-JOURNEY!アジア編（2020年8月、配信コンテンツ）-  鵜飼主水
- 舞台「真・三國無双～赤壁の戦いIF～」（2020年8月、日本青年館ホール）-  黄蓋 役
- 舞台「BRAVE10～昇焉～」（2020年9月、ところざわサクラタウン ジャパンパビリオン・ホールA）- 真田幸村 役
- 舞台「黒の王」（2020年10月、六行会ホール）- ヴィンツェル 役[14]
- 舞台「SERVAMP-サーヴァンプ-」（2020年11月、こくみん共済coopホール/スペース・ゼロ）- ヒガン 役
- 「サイコーのパス」（2020年12月、中野 ザ・ポケット）- マスター（原田） 役
- MNOP#3「始まりの路」（2020年12月、TACCS1179）- 機関士 役
- 舞台「爆剣〜幕府御前試合〜」（2021年3月、CBGKシブゲキ!!）- 徳川家康 役
- MNOP#4「紡がれし路」（2021年4月、ザムザ阿佐ヶ谷）- 機関士 役
- 「YOSHITSUNE 廻」[15]（2021年5月、北千住天空劇場）- 源頼朝 役
- SPIRALCHARIOTS第26回公演｢HATTORI半蔵Ⅳ｣（2021年6月、六行会ホール）- 近藤イサミ 役
- 舞台「信長の野望・大志 ~最終章~ 群雄割拠 関ヶ原」26日以降の公演中止[16]（2021年7月、かめありリリオホール）- 柴田勝家 役
- 「Theaterlive Vol.11」（2021年8月、高島平バルスタジオ）- 鵜飼主水
- 「区立すーぱーうるとらスゲェふぁいやーこんと小学校えくすとら」（2021年8月、シアターサンモール）- 鵜飼主水
- 舞台「星屑の王」公演延期[17]（2021年9月、六行会ホール）- ヴィンツェル 役
- 「勤人落語」（2021年９月、六行会ホール）- 鵜飼主水
- DMF/ENG提携公演 vol.6「クレプトキング　月を見ていたかった兎」（2021年10月、シアターグリーン　BIG TREE THEATER）- 于賀谷大 役
- 舞台「滄海天記・序篇～ 天月、闇に墜つ ～」（2021年12月、シアター1010）- 村上武吉 役
- MNOP#5「旅立ちの路」（2021年12月、高島平バルスタジオ）- 機関士 役
- 舞台「炎炎ノ消防隊」-破壊ノ華、創造ノ音-大阪公演は全公演中止[18]（2022年1月、東京公演：KT Zepp Yokohama /大阪公演： サンケイホールブリーゼ）- Dr.ジョヴァンニ 役
- 舞台「爆剣〜 東京転生死合 〜」25日以降の公演中止[19]（2022年2月、六行会ホール）- 織田信長 役
- ENG第14回公演「ヨリソウ重力（ENG改定版）」公演中止[20]（2022年3月、六行会ホール）- 成田修吾 役
- 無台本芝居「はいどーも！下天のうちを比べれば夢幻の如くなりスペシャル！」（2022年4月、配信公演）- 鵜飼主水
- 劇団壱劇屋「猩獣」（2022年4月、中野 ザ・ポケット）- 弥左-yasa- 役
- しらくらの新時代劇　第1幕『荒神-あらじん-』（2022年4月、NOS Bar＆Dining 恵比寿）- 25日10時回、日替りゲスト
- 舞台「アオアシ」（2022年5月、こくみん共済 coop ホール／スペース・ゼロ）- 伊達望 役
- eeo Stage reading 朗読劇「この色、君の声で聞かせて」（2022年5月、シアター・アルファ東京）-  男[21] 役
- MNOP#6「始まりの箱」（2022年6月、シアターKASSAI）- ドアマン 役
- 舞台「星屑の王」[22]（2022年7月、六行会ホール）- ヴィンツェル 役
- mediterranean lily and fever ～serious vol.1～「シカク」（2022年8月、シアター風姿花伝）-  男C 役
- 「区立すーぱーうるとらスゲェふぁいやーこんと小学校　ざ・ふぁいなる」（2022年8月、スクエア荏原ひらつかホール）- 鵜飼主水
- 朝シェイクスピア「30分でわかるマクベス」（2022年9月、池袋サンシャインプリンスホテル）- ゲスト
- 舞台「炎炎ノ消防隊」-地下からの奪還-（2022年9月、東京公演 / サンシャイン劇場、京都公演 / 京都劇場）- Dr.ジョヴァンニ 役
- eeo Stage action 劇団MNOP #2「悪を以って愛と成す」[23]（2022年10月、CBGKシブゲキ!!）- 享次 役
- 劇団6番シード第75回公演「火消しの辰と瓦版屋の娘」[24]（2022年11月、築地本願寺ブディストホール）- 火消しの辰 役
- 舞台「屍の王」（2022年12月、六行会ホール）- ヴィンツェル 役

#### 2023年〜2025年
- 舞台「滄海天記　～ 陽炎篇 ～」（2023年2月、シアター1010）- 村上武吉 役
- 舞台「爆剣〜東京転生死合・再戦〜」[25]（2023年3月、六行会ホール）- オダ 役
- MNOP#7「紡がれし箱」（2023年3月、シアターKASSAI）- ドアマン 役
- SPIRAL CHARIOTS act31「dust letter - for a dead person gardenia - 」（2023年4月、下北沢B1）- 土屋宗次郎（ソウジロウ）役
- 「COLOR CROW -黑韻之翼-」（2023年5月、シアター1010）-  シヴァ 役
- pa-pi-produce第2回公演「SUMMER FREESIA EXPRESSION」（2023年6月、萬劇場）- 國東柊/ジョー  役
- MNOP#8「旅立ちの箱」（2023年6月、シアターグリーン BASE THEATER）- ドアマン 役
- 舞台「黎明の王」（2023年7月、六行会ホール）- ヴィンツェル 役
- ENG第14回公演「ヨリソウ重力（ENG改定版）」[26]　[27]（2023年8月、吉祥寺シアター）- 成田修吾 役
- 舞台「新宿羅生門」（2023年9月、こくみん共済 coop ホール／スペース・ゼロ）- 山南帝承 役
- 「先輩、コントしましょうよ。」（2023年11月、ブルースクエア四谷）- 鵜飼主水
- ENG第18回公演「gagap」（2023年11月、シアターグリーンBIG TREE THEATER）- 怪人24号 役
- 劇団CATMINT秋葉友佑10周年公演 舞台「Diary」（2023年12月、劇場HOPE）-  役[28]
- 舞台「蒼穹の王」（2024年2月、IMAホール）- ヴィンツェル 役
- ENG10周年記念公演「FROG〜新選組寄留記〜」（2024年3月、六行会ホール）- 山南敬助 役
- カガミ想馬プロデュース「ザ・ロンゲスト・スプリング」[29](2024年4月、サンモールスタジオ)- 熊田留吉 役
- ENG10周年記念公演第二弾 「Rock in the 本能寺」（2024年5月、六行会ホール）- 織田信長 役
- 純愛異形綺譚「刻め、我ガ肌ニ君ノ息吹ヲ 2024」（2024年6月、俳優座劇場）- 瀬戸桃介 役[30]
- MNOP＋S#1「始まりの門」（2024年6月、RouteTheater[31]）- 黒 役
- THE STAGE OF THE KING 「王ステライヴ」（2024年7月、 I'M A SHOW）
- 修羅王丸外伝「闇闘演舞伝」（2024年8月、東京公演：劇場MOMO）[32]- 十時勇 役[33]
- キ上の空論 獣三作三作め「緑園にて祈るその子が獣」（2024年9月、本多劇場）- 旬太 役
- 舞台「黄昏の王」（2024年10月、こくみん共済 coop ホール／スペース・ゼロ）- ヴィンツェル 役
- 劇団虚幻癖 第22回本公演「パラノイアサーカス」（2024年11月、中野ザ・ポケット）- ローラン 役
- MNOP＋S#2「紡がれし門」（2024年11月、RouteTheater[31]）- 黒 役
- 爆剣-帝国幻想兵団-（2024年12月、CBGKシブゲキ!!）- 織田信長 役
- @emotion presents Expression Vol.10 金「IKIZAMA」（2025年1月、六行会ホール）- 伊達政宗 役
- GORIZO STAGE Vol.9「ハザマDDD～Hazama the Dimensional Detective Deux“ディディディーディ・ディーディディ”〜」（2025年2月、浅草九劇）- 2代目 カミヤ エクスカリバー2 役
- MNOP＋S#3「旅立ちの門」（2025年3月、RouteTheater）- 黒 役
- 舞台「先輩、コントしましょうよ。」（2025年4月、ブルースクエア四谷）- 鵜飼主水
- 劇団6番シード第80回公演「ボイルド・シュリンプ&クラブ　〜season３ 新宿に引っ越しました〜」(2025年5月、新宿シアタートップス)- 針谷 征四郎 役
- NLT Stage[34]「個室」（2025年6月、RouteTheater）- 自分・オレ・ボク 役
- 舞台「葬列の王」（2025年7月、こくみん共済 coop ホール／スペース・ゼロ）- ヴィンツェル 役
- 皇帝ロックホッパー 4th stage performance「義民」（2025年7月、新宿村LIVE）- 池田門左衛門 役
- H・ S・B presents カガミ想馬プロデュース「イリクラ~Iridescent Clouds~2025」（2025年8月、シアターグリーンBIG TREE THEATER）- 赤木 役
- Miiteプロデュース第一回公演「喫茶サザンクロス」（2025年8月、RouteTheater）- マスター 役
- 竹内尚文プロデュース vol.3 舞台「クリームチーズクラッカーズ」（2025年10月、上野ストアハウス）-  役
- 舞台「モリのアサガオ2025~或る新人刑務官と死刑囚の物語~」（2025年11月、キンケロシアター）-  役
- 舞台「虚の王:‖」（2025年12月、IMAホール）[35]- ヴィンツェル 役

#### 2026年〜2029年
- アレン座「TOU-REBUILD」（2026年1月、IMAホール）- 伽藍 役

## イベント

### 誕生日イベント
- 鵜飼主水1人芝居「手紙」[36]（2017年10月、古民家asagoro）
- 鵜飼主水誕生祭「誕生日だよ！ありがとう！！(仮)」（2018年10月、都内某所） [37]
- あれ？そういえば、鵜飼主水のお誕生日会ってやったっけ？？〜まだ夢をみる32歳男子〜（2019年11月、宮地楽器　八王子ホール）
- 鵜飼主水バースデーイベント！大感謝祭！！（2021年10月、高円寺 スタジオK）
- 鵜飼主水BDイベント（2022年11月、都内某所）[38]
- 鵜飼主水生誕祭！「はっぴーBAR'sでぃ！」（2023年10月、都内某所）[39]
- 鵜飼主水生誕祭！「大感謝祭2023!!」（2023年10月、高島平バルスタジオ）[40]
- 鵜飼主水おたんじょうびかいっ！vol.37〜選一歩〜（2024年10月、Route Theater）

### その他
- オッドフェスVol.1（2017年6月、R'sアートコート/労音大久保会館）
- ACTOR’S TRASH ASSHイベント（2017年７月、下北沢亭）
- Master Of Puppets Project First Live（2017年7月、浅草橋ブンガジャン）
- Master Of Puppets Project トーク＆ライブ（2017年9月、西荻ターニング）
- MARKER LIGHT-BLUE　Another Dimension（2017年11月、新宿村Live）
- 「雷ケ丘に雪が降る～The Five God Chronicle・雷神編～」上演記念イベント（2017年12月、ハンドレッドスクエア倶楽部）
- 3M color's（2018年１月、）
- オッドフェスVol.2（2018年1月、シダックスカルチャーホールＡ）
- ACTOR’S TRASH ASSHイベント（2018年、下北沢亭）
- 3M color's presents. IV「夏の甲子園 -馬面球児の青春物語-」（2018年９月、しもきたDAWN）
- オッドフェスDX（2019年６月、シアターサンモール）
- 「もんすけ(仮)」（2021年6月、）[41] ゲスト：添田翔太(ボクラ団義)
- キングオブコント2022[42]（2022年7月、南大塚ホール）- １回戦敗退
- 舞台「星屑の王」アフタートークイベント（2022年9月、東京カルチャーカルチャー）
- す小ふぁいなるDVD上映イベント「ぽっぽいっぽにDVDでぽ観ませんかポークポー」（2022年12月、シアター・アルファ東京）
- 舞台「屍の王」アフタートークイベント（2023年1月、東京カルチャーカルチャー）
- APPスペシャルイベント 鵜飼主水プロデュース「SECRET MISSION」（2023年3月、BravePoint新宿店）
- APPスペシャルイベント「SECRET PARTY」（2023年8月、BravePoint新宿店）
- THE STAGE OF THE KING 4TH Anniversary Talk&LIVE Session（2023年5月、東京カルチャーカルチャー）
- 「ILLUMINUS CREW 忘年会2023」〜メンズ作品を振り返る〜（2023年12月、東京カルチャーカルチャー）
- 「しゅらもん」の旅 vol.0（2024年3月、高円寺 Studio K）
- 「しゅらもん」の旅 番外編 その1～ラジオ公開収録～（2024年5月、恵比寿ガーデンプレイスタワー13F）
- 「しゅらもん」の旅 番外編 その2～ラジオ公開収録・2014総集編～（2024年11月、WALLOP STUDIO 3F）
- 舞台「黄昏の王」アフタートークイベント（2024年11月、東京カルチャーカルチャー）
- 「ILLUMINUS CREW大忘年会」〜メンズ作品を振り返る〜（2024年12月、HYPERMIX門前仲町）
- 「しゅらもん」の旅 vol.1（2025年3月、La Mensa jasmin）
- 舞台「葬列の王」プレイベント（2025年5月、シアター1010）

### ゲスト出演
- わんぱく彩デビューイベントステージ「リトルマン・メイト -愛はソーラン、ニシンから守れ-」プレイベント（2017年4月、文京シビックホール）- ホース 役
- 部活動-令和納涼ダーツ祭-（2019年７月、BAGUS渋谷）
- 佐藤弘樹33thバースデーイベント~大反省会。あ、誕生日でした~（2019年12月8日、新宿ドリームストア）
- Fablechord創立記念イベント作品上映会（2020年3月、秋葉原ハンドレッドスクエア倶楽部）
- BLOOD LINE ONE-MAN SHOW（2020年6月、渋谷RUIDO K2）1部ゲスト公演中止[12]
- 「ENG夏のイベント祭り」[43]（2021年８月、シアターKASSAI） 11日[44]、12日[45]、15日[46]
- 秋葉友佑TALK EVENT 「Happy Time」（2021年11月、R'sアートコート/労音大久保会館）- 17:00〜回 ゲスト
- 秋葉友佑バースデーイベント「ゆうすけくんのお誕生日会！！」（2022年4月、R'sアートコート/労音大久保会館）- 10日1部と2部に参加
- 劇団壱劇屋「猩獸」（2022年6月、中野 ザ・ポケット）- アフターイベント出演
- 中島大地のガチり部屋（2022年7月、Soy Latte STUDIO POKKE）
- 「竹中凌平バースデーイベント2022」（2022年11月、雷5656会館 ときわホール）- 1部ゲスト[47]
- 富田翔バースデーイベント「HOMEスタジアム2023」（2023年1月、YMCA スペースYホール）[48]
- 朗読×生歌ライブ「路と共にある歌」（2023年1月、Shibuya gee-ge.）
- こばなか即興朗読劇（2023年1月、YMCA スペースYホール）
- APPスペシャルイベント 五十嵐啓輔プロデュース「SECRET PROGRAM」（2023年1月、BravePoint新宿店）
- 秋葉友佑バースデーイベント「はぴば！！（３１）」（2023年4月、音部屋スクエア）- 1部,2部,3部MC
- wakku-luck 第3回「ヒーローをつくる。」[49]（2023年5月、中野坂上ハーモニーホール） - 1部,2部ゲスト
- ToyLateLie10周年記念 第14回本公演「人を泣かす事など簡単だという劇作家が、自分を泣かせる話を書いて欲しいと言われたら書けなかった話。」（2023年6月、中目黒キンケロシアター）- 9日19時回アフタートークゲスト
- 遠藤しずかBIRTHDAY EVENT2023（2023年10月、ブルースクエア四谷）- 1部ゲスト
- おだともあき HALL ONE MAN LIVE 2023「リーディングライト」（2023年11月、浅草花劇場）
- オメニカカレ（2023年12月、渋谷クロスFM）- ラジオゲスト
- acoFES プレゼンツ「俳優×俳優どうなりますか！？ライブ」（2023年12月、ミューズモード音楽院 本館）
- 秋葉友佑ファンミーティング「ふぁんみ！クリスマス会」（2023年12月、銀座ユニーク貸会議室７丁目店）
- 秋葉友佑ファンミーティング「ふぁんみ！新年会」（2024年1月、SOOO dramatic!）
- 富田翔バースデーイベント「HOMEスタジアム2024」（2024年1月、ブルースクエア四谷）
- APPスペシャルイベント 「SECRET PARTY」（2024年1月、BravePoint新宿店）[50]
- Rainbow Town FM「Samedi Lips【男塾2】」- ラジオゲスト
- 進戯団 夢命クラシックス 20周年記念新年会イベント「With best New Year's wishes.」（2024年1月、Spac emo 池袋）- 昼の部ゲスト
- 米原パーリータイム vol.2（2024年3月、新宿LOFTプラスワン）
- 秋葉友佑バースデーイベント『はぴば！！！（３２）』（2024年4月、音部屋スクエア）
- 大谷誠トークイベント『日常的カリギュラ』（2024年6月、AZABU balloon）- 2部ゲスト
- 秋葉友佑ファンミーティング『ふぁんみ！×９』（2024年7月、359_ACELOUNGE,四谷1st）
- 米原パーリータイム vol.3（2024年7月、LOFT9 shibuya）
- 米原パーリータイム vol.4（2024年10月、新宿LOFTプラスワン）
- 秋葉友佑ファンミーティング『Talk YU Live in Xmas』（2024年12月、Route Theater）
- サマフリイベント vol.3『3年C組同窓会』(2024年12月、MsmileBOX）
- ENG10周年記念公演第二弾「Rock in the 本能寺」DVD.Blu-ray発売記念イベント『思い出話を聞いてみな、飛ぶぞ』(2025年1月、新宿LOFTプラスワン）
- 富田翔バースデーイベント『HOMEスタジアム2025』（2025年1月、R’sアートコート）
- 大谷誠トークイベント『日常的カリギュラⅡ』（2025年2月、AZABU balloon）- 2部ゲスト
- 秋葉友佑バースデーイベント『Birthday to YU -33-』（2025年6月、音部屋スクエア）- 2部ゲスト
- 「ボイルド・シュリンプ＆クラブ前夜祭」（2025年5月、大塚ドリームシアター）- 1部ゲスト
- 大谷誠トークイベント『日常的カリギュラⅢ』（2025年7月、HYPERMIX門前仲町）- 1部ゲスト
- 皇帝ロックホッパー 4th stage performance「義民」事前イベント（2025年7月、nest）
- APPスペシャルイベント『SECRET GAME〜推しと撃ち合いをしていただきます〜』（2025年9月、BravePoint新宿店）
- 秋葉友佑ファンミーティング『Talk YU Live #６』（2025年9月、赤坂CHANCEシアター）

## 演出
- 青春歌闘劇「バトリズムステージNOTICE」（2020年1月、草月ホール）

## 殺陣・殺陣振付
- アリスインプロジェクト「戦国降臨GIRL」（2012年12月）
- 怪傑パンダース第５回本公演「ユメオイビトの航海日誌」[51]（2013年3月）
- アリスインプロジェクト「戦国降臨ガール」（2013年7月）
- アリスインプロジェクト「戦国降臨ガール R」（2014年9月）
- ディアステージ×アリスインプロジェクト「ヨルハ」（2014年10月）
- ディアステージ×アリスインプロジェクト「ヨルハ」（2015年7月）
- アリスインプロジェクト「魔獣ドナー」（2015年8月）
- コメディーミュージカル「ら・ら・ら・ららんど -天使っぽい君にラブ・ソングを-再演!?」（2018年12月）
- Stray Sheep Paradise「才能祭」芝居パート「アリスのお楽しみ会」（2019年12月）
- 舞台「黒の王」（2020年10月、六行会ホール）
- 舞台「星屑の王」（2022年7月、六行会ホール）
- eeo Stage action 劇団MNOP #2 「悪を以って愛と成す」（2022年10月）
- 舞台「屍の王」（2022年12月、六行会ホール）
- pa-pi-produce第2回公演「SUMMER FREESIA EXPRESSION」（2023年6月、萬劇場）
- eeo Stage action 劇団MNOP #3「悪を絶って、愛と死す」（2023年7月、CBGKシブゲキ!!）
- 舞台「黎明の王」（2023年7月、六行会ホール）
- 舞台「蒼穹の王」（2024年2月、IMAホール）
- 「グリザイア：ファントムトリガー THE STAGE 」（2024年5月、飛行船シアター）
- 修羅王丸外伝「闇闘演舞伝」（2024年8月、東京公演：劇場MOMO /  9月、福岡公演：ベイサイドライブホール）
- 舞台「黄昏の王」（2024年10月、こくみん共済 coop ホール／スペース・ゼロ）
- 松本稽古企画公演 ココロ踊ル supported by ENG vol.2『まうしずむ』（2024年11月、六行会ホール）
- 舞台『拝啓、親愛なる魔法使いのあなたへ』（2025年1月、六行会ホール）

## ディスコグラフィ

### 舞台主題歌＆挿入歌
| 舞台名                             | 曲名      | 作詞       | 作曲     | 形態 | 備考                          |
| ---------------------------------- | --------- | ---------- | -------- | ---- | ----------------------------- |
| MARKER LIGHT-BLUE                  | Calling   | 藤川道子   | 向井健治 | MP3  | 舞台主題歌 シリーズテーマ曲   |
| MARKER LIGHT-BLUE Deeper           | Precious  | 藤川道子   | 向井健治 | MP3  | 舞台挿入歌                    |
| MARKER LIGHT-BLUE Deeper           | Crimson   | 藤川道子   | 向井健治 | MP3  | 挿入歌 レッドのテーマ         |
| MARKER LIGHT-BLUE Deeper           | Drive     | 藤川道子   | 向井健治 | MP3  | 挿入歌 コランドン一派のテーマ |
| MARKER LIGHT-BLUE Crimson          | Entangled | 藤川道子   | 向井健治 | MP3  | 舞台オープニングテーマ        |
| MARKER LIGHT-BLUE Blessed          | Corolla   | 藤川道子   | 向井健治 | MP3  | 舞台エンディングテーマ        |
| MARKER LIGHT-BLUE Blessed          | Treasure  | 藤川道子   | 向井健治 | MP3  | 舞台挿入歌                    |
| 青春歌闘劇バトリズムステージWAVE   | PRIDE     | 藤川道子   | 向井健治 | CD   | 主題歌                        |
| 青春歌闘劇バトリズムステージNOTICE | PRIDE     | 如月なつき | 向井健治 | CD   | 主題歌                        |
| 青春歌闘劇バトリズムステージVOID   | PRIDE     | 如月なつき | 向井健治 | CD   | 主題歌                        |

## 声の出演

### 舞台
- 舞台「MARKER LIGHT-BLUEシリーズ」[52]

### ラジオ
- Rainbow Town FM「Samedi Lips【しゅらもん】」（2024年4月〜）

### TVドラマ
- He/Meets オリジナルドラマ「ぼくのかぞく。[53]」（2023年4月）- スバルの声

### ドラマCD
- オーディオドラマ「トラフィックチューン」
- ボイスドラマCD「NO TRAVEL,NO LIFE」 （2020年5月発売/原作:須田誠/脚本・演出:吉田武寛）CUBA編

### ナレーション

#### 舞台
- 舞台「鬼切姫」第二章「来るべき日」（2013年11月）吹替え

#### 映画
- 『幕末奇譚 SHINSEN5 〜剣豪降臨〜』（2013年2月）

#### ドラマ
- BS朝日ドラマ「FALLEN ANGEL」（2012年1月-3月）
- 女性チャンネル♪LaLa TV「恋する私のベーカリー」 放送直前スペシャル（2012年1月）- ナビ番組ナレーター
- BS朝日ドラマインソムニア「青空の卵」（2012年7月-9月）- 冒頭、予告ナレーション

#### その他ナレーション
- ビックコミック付録「映画 闇金ウシジマくん」公開前特別DVD
- 「トキメキ娘in熱海」バラエティー番組

## その他

### 雑誌
- 「月刊アームズマガジン7月号」P.94〜P.97 インタビュー記事[54]出版社:ホビージャパン/ASIN:B0C3V8S9LP(2023年5月26日発売)
- 「月刊アームズマガジン10月号」表紙

### 映像作品
- 「ウォーキング・デッド：サバイバー」 webCM[55]（2021年12月）
- 縦型映画「TikTok怪談×ノロイ」（2024年11月、TikTok映像作品）- 尾佐クロス 役
- KEIKO「夕闇のうた[56]」 (2024年 Music Video[57])

### 写真
- 「失恋男子-シツレンバナシ-」[58]第１弾（写真：圓岡淳、詩：伊藤マサミ）
- 下條祐美 個展「その鬼ら、宵の灯火に集う」(2023年12月、ギャルリー・ジュイエ)

### コラボ
- eeostage「TaleArt」[59](2023年8月)